# Mitchelton Scott/Saison 2019
Dieser Artikel führt die Erfolge und den Kader des Radsportteams Mitchelton Scott in der Straßenradsport-Saison 2019 auf.

## Team
| Teamkader 2019          | Teamkader 2019     | Teamkader 2019 | Teamkader 2019                            |
| Name                    | Geburtsdatum       | Land           | Vorheriges Team                           |
| ----------------------- | ------------------ | -------------- | ----------------------------------------- |
| Jessica Allen           | 17. April 1993     | Australien     | High5 Dream Team (2016)                   |
| Grace Brown             | 7. Juli 1992       | Australien     | Wiggle High5 (2018)                       |
| Gracie Elvin            | 31. Oktober 1988   | Australien     | Faren-Honda (2012)                        |
| Lucy Kennedy            | 11. Juli 1988      | Australien     | High5 Dream Team (2017)                   |
| Alexandra Manly         | 28. Februar 1996   | Australien     |                                           |
| Sarah Roy               | 27. Februar 1986   | Australien     | Poitou-Charentes.Futuroscope.86 (2014)    |
| Amanda Spratt           | 17. September 1987 | Australien     |                                           |
| Moniek Tenniglo         | 2. Mai 1988        | Niederlande    | FDJ-Nouvelle Aquitaine-Futuroscope (2018) |
| Annemiek van Vleuten    | 8. Oktober 1982    | Niederlande    | Bigla (2015)                              |
| Georgia Williams        | 25. August 1993    | Neuseeland     | BePink (2016)                             |
|                         |                    |                |                                           |
| Quelle: ProCyclingStats |                    |                |                                           |

## Erfolge
| Siege    | Siege                                                        | Siege                  | Siege  | Siege                | Siege |
| Datum    | Rennen                                                       | Staat                  | Klasse | Siegerin             |       |
| -------- | ------------------------------------------------------------ | ---------------------- | ------ | -------------------- | ----- |
| 4. Jan.  | Neuseeländische Meisterschaften, Einzelzeitfahren der Frauen | Neuseeland             | CN     | Georgia Williams     |       |
| 8. Jan.  | Australische Meisterschaften, Einzelzeitfahren der Frauen    | Australien             | CN     | Grace Brown          |       |
| 11. Jan. | Women's Tour Down Under, 2. Etappe                           | Australien             | 2.1    | Amanda Spratt        |       |
| 12. Jan. | Women's Tour Down Under, 3. Etappe                           | Australien             | 2.1    | Grace Brown          |       |
| 13. Jan. | Women's Tour Down Under, Gesamtwertung                       | Australien             | 2.1    | Amanda Spratt        |       |
| 31. Jan. | Womens Herald Sun Tour, 2. Etappe                            | Australien             | 2.2    | Lucy Kennedy         |       |
| 31. Jan. | Womens Herald Sun Tour, Gesamtwertung                        | Australien             | 2.2    | Lucy Kennedy         |       |
| 9. Mär.  | Strade Bianche                                               | Italien                | 1.WWT  | Annemiek van Vleuten |       |
| 28. Apr. | Liège–Bastogne–Liège Femmes                                  | Belgien                | 1.WWT  | Annemiek van Vleuten |       |
| 20. Mai  | Durango-Durango Emakumeen Saria                              | Spanien                | 1.2    | Lucy Kennedy         |       |
| 23. Mai  | Emakumeen Bira, 2. Etappe                                    | Spanien                | 2.WWT  | Amanda Spratt        |       |
| 26. Jun. | Niederländische Meisterschaften, Einzelzeitfahren der Frauen | Niederlande            | CN     | Annemiek van Vleuten |       |
| 9. Jul.  | Giro d'Italia Women, 5. Etappe                               | Italien                | 2.WWT  | Annemiek van Vleuten |       |
| 10. Jul. | Giro d'Italia Women, 6. Etappe                               | Italien                | 2.WWT  | Annemiek van Vleuten |       |
| 14. Jul. | Giro d'Italia Women, Gesamtwertung                           | Italien                | 2.WWT  | Annemiek van Vleuten |       |
| 1. Aug.  | Navarra Women’s Elite Classic                                | Spanien                | 1.2    | Sarah Roy            |       |
| 3. Aug.  | Itzulia Basque Women                                         | Spanien                | 1.1    | Lucy Kennedy         |       |
| 3. Sep.  | Simac Ladies Tour, Prolog                                    | Niederlande            | 2.WWT  | Annemiek van Vleuten |       |
| 28. Sep. | UCI-Straßen-Weltmeisterschaften/Straßenrennen der Frauen     | Vereinigtes Königreich | CM     | Annemiek van Vleuten |       |